# Theodor Schneider

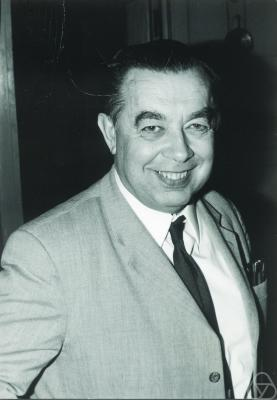
Theodor Schneider in 1970

Theodor Schneider (Frankfurt am Main, 7 mei 1911 – Freiburg im Breisgau, 31 oktober 1988) was een Duits wiskundige, die de meeste bekendheid heeft verworven door zijn bewijs in 1935 van wat nu bekendstaat als de stelling van Gelfond-Schneider.
Schneider studeerde van 1929 tot 1934 in Frankfurt; hij loste het 7e probleem van Hilbert op in zijn proefschrift. Aangezien Aleksander Gelfond onafhankelijk van Schneider hetzelfde deed werd de stelling vervolgens bekend als de stelling van Gelfond-Schneider. Na zijn promotie werd hij assistent van Carl Ludwig Siegel in Göttingen, waar hij bleef tot 1953 bleef. In 1953 werd hij hoogleraar wiskunde aan de Universiteit van Erlangen (1953-1959) om ten slotte tot zijn emeritaat aan de Universiteit van Freiburg actief te zijn (1959-1976). Tijdens zijn verblijf in Freiburg was hij van 1959 tot 1963 ook directeur van het Wiskundig Onderzoeksinstituut van Oberwolfach. 